# 寺田伸也
寺田 伸也（てらだ しんや、1973年 - ）は、テレビ朝日所属ビジネスソリューション本部コンテンツ編成局長である。以前はプロデューサー、チーフプロデューサー、ゼネラルプロデューサー、編成局第1制作部長兼エグゼクティブプロデューサー、ナレーター、東京大学文学部出身。

## 来歴・人物
チーフプロデューサー昇格以前は、平城隆司常務総合編成局担当。(前：編成制作局制作1部長→編成制作局長→取締役編成制作局長)、河口勇治編成制作局編成業務部長(前：編成制作局制作1部CP→同局制作1部統括担当副部長)が制作する番組を担当していた。
2008年8月頃から、河口が担当していた一部の番組を引継ぎ30代前半という若さでチーフプロデューサーに昇格。昇格後も一部の番組では演出も兼務していた。
2009年7月からはゼネラルプロデューサーに昇格。
2011年7月からは編成部に異動し、2013年6月までは加地倫三班が制作している番組を中心に編成・プロデュースを担当していた。
2013年7月からは制作1部に復帰し、藤井智久の下で主にプロデューサーを担当。
2014年7月からはゼネラルプロデューサーに再び昇格。『徹子の部屋』など、藤井GPが担当していた番組の一部を引き継ぐ。
2023年7月からは一部の担当番組でエグゼクティブプロデューサーに昇格、担当していた一部の番組は新田良太、髙橋正輝、郷力大也GPに引き継ぐ。
2025年7月からは奥川晃弘の後任としてコンテンツ編成局長に昇進。
自らが演出担当していたバラエティ番組の中には『いきなり!黄金伝説。』『今すぐ使える豆知識 クイズ雑学王』『ナニコレ珍百景』『池上彰の学べるニュース』などなど、深夜番組からゴールデンタイムに昇格した番組が多い。

## 現在の担当番組

### 制作統括
レギュラー
- ミュージックステーション

### 統括
レギュラー
- キッチンカー大作戦!（以前はEP）

### エグゼクティブプロデューサー
特番
- 仰天☆潜入ツアーズ!
- 長嶋佳代子の夢は夜開く…
- 高橋純次とややこしい女たち

### ゼネラルプロデューサー
特番
- ビートたけしのいかがなもの会（以前はプロデューサー・演出 → GP・演出）
- 一泊二日で五運成就!? よくばり開運ツアー
- マグロに賭けた男たち
- 世界がザワついた（秘）映像 ビートたけしの知らないニュース
- ビートたけしの禁断の大暴露!!超常現象(秘)Xファイル
- 芸能人雑学王最強No.1決定戦
- 日本ソダテル検定
- ビートたけしのスポーツ大将（復活特番より担当）
- 全国犯罪捜査網 スーパーGメン
- 県索しちゃいました
- 森山良子と清水ミチコの音な旅
- NOと言わない!カレン食堂

## 過去の担当番組

### エグゼクティブプロデューサー
- 徹子の部屋（以前はGP）
- ザワつく!金曜日（以前はGP）
- 出川一茂ホラン☆フシギの会（以前はGP）

### ゼネラルプロデューサー
レギュラー
- 学べる!!ニュースショー!（以前はCP・演出 → 一時離脱 → GP）
- 爆笑問題の検索ちゃん（以前は演出 → CP）
- いきなり!黄金伝説。（以前は演出 → プロデューサー → CP、深夜時代はディレクター）実質の総合演出
- 雑学王（以前はプロデューサー・演出 → CP）
- みんなの疑問 ニュースなぜ太郎（演出兼任）
- イッテンモノ
- イチから住 〜前略、移住しました〜
- キタイチ
  - こんな田舎がアルか否か!?
  - 今旬ゲストに密着!ホメちぎり
- 旅サンデー
  - 183村秘境旅〜こんな田舎がアルか否か!?〜
- ゲンバの声がある
- 松之丞カレンの反省だ! → 伯山カレンの反省だ!
- ウラ撮れちゃいました
- ビートたけしのTVタックル（以前はGP→ 一時離脱 → プロデューサー → プロデューサー・演出）
- 路線バスで寄り道の旅（単発時代より担当）
- 相葉マナブ
- ニンチド調査ショー
- 週刊ニュースリーダー
- ネオバズ
  - スポテイナーJAPAN
  - みえる
  - ビビらせ邸
  - チョコプラCUP
  - 2分59秒
  - マッドマックスTV
  - 恋するアテンダー
  - ヒロミ・指原の“恋のお世話始めました”
- バラバラ大作戦
  - 〜凪咲と芸人〜マッチング
  - チョコプランナー
  - スーパー山添大作戦

特番
- よゐこの無人島0円生活
- 史上最強のメガヒット カラオケBEST100 完璧に歌って1000万円（以前はプロデューサー・演出）
- Directors TV
- ハイスクールマンザイ（2009年9月20日）
- 列島警察捜査網 THE追跡（以前はGP → 一時離脱 → プロデューサー）
- 祝祝アニバーサリー（2014年8月11日、演出兼任）
- 1000人インタビュー とりあえず聞いてみた…（2014年12月22日）
- 超ニッポン好き外国人No.1決定戦 クイズジャポン（2016年6月19日）
- 一茂&良純&ちさ子のザワつく!父母会（2018年5月26日）
- ザワつく!一茂良純時々ちさ子の会
- ザワつく!一茂良純ちさ子の会（2018年7月25日・10月10日）
- おしょうバズTV

### プロデューサー
レギュラー
- 決定!これが日本のベスト100全国一斉○○テスト（演出兼任）
- ナニコレ珍百景
- そうだったのか!池上彰の学べるニュース
- ブロサー
- ガールズトーク〜十人のシスターたち〜
- 最高のクレーム
- 甘王の共感スクール
- クイズ逆転階段
- スマホPOLICE

特番
- 独占!女だらけの60（120）分 レディGO! （演出兼任）

### 編成
レギュラー
- ガリレオヒット脳研（以前はゼネラルプロデューサー）
- ゲストとゲスト
- ショナイの話
- ロンドンハーツ
- アメトーーク!

## 寺田班
2023年7月以降は通常制作班のリーダーとなるゼネラルプロデューサーを擁しており、実質的に寺田班の中に下部組織としての班が存在する体制となっている。
現在
- 新田良太（「相葉マナブ」ゼネラルプロデューサー、「イチから住」プロデューサー） - 寺田がEPに昇進後、担当番組をほぼ引き継ぐ。
- 高橋伸之（元ベイシス→ドラマ制作部、「相葉マナブ」プロデューサー）
- 植田弘樹（元トップシーン、「ザワつく!金曜日」「フシギの会」演出・プロデューサー）
- 篠原崇（「相葉マナブ」ディレクター）
- 名田圭佑（「チョコプランナー」プロデューサー）
- 竹原信太郎（「チョコプランナー」チーフディレクター）
- 小杉賢（「ザワつく!金曜日」ディレクター）

過去
- 荻野健太郎（「雑学王」「お願い!ランキング」演出・プロデューサー、現在は奥田創史班で「『ぷっ』すま」などを担当）
- 荒井祥之（「雑学王」「史上最強のメガヒットカラオケBEST100 完璧に歌って1000万円!!」プロデューサー、現在はゼネラルプロデューサーとして「ミュージックステーション」などを担当していたが、現在は制作から離れている。）
- 粟井淳（「天才をつくる!ガリレオ脳研」プロデューサー、その後ゼネラルプロデューサーとして「Mステ」等を担当していたが、現在は制作から離れている。）
- 岩本浩一（レスポ代表取締役、「雑学王」「天才をつくる!ガリレオ脳研」「史上最強のメガヒットカラオケBEST100 完璧に歌って1000万円!!」フロアD、現在は友寄隆英班で 「いきなり!黄金伝説。」などを担当）
- 松本能幸（「TVタックル」「列島警察捜査網THE追跡」「マッドマックスTV」プロデューサー、「ビートたけしのスポーツ大将」プロデューサー・演出、現在は髙橋正輝・郷力大也班で「週刊ニュースリーダー」など担当）
- 佐宗威史（「学べる!!ニュースショー!」演出「天才をつくる!ガリレオ脳研」PD、現在は藤井智久班→樋口圭介班で「お願い!ランキング」などを担当）
- 竹山知子（D.Warker所属、「雑学王」「検索ちゃん」AP）
- 寿崎和臣（元編成部、「週刊ニュースリーダー」「路線バスで寄り道の旅」「列島警察捜査網THE追跡」プロデューサー、現在は宣伝部）
- 松井正樹（「路線バスで寄り道の旅」プロデューサー）
- 後藤北斗（「TVタックル」「イチから住」ディレクター）
- 加藤佳子（「TVタックル」プロデューサー）
- 濱崎賢一（「ザワつく!金曜日」「路線バスで寄り道の旅」「列島警察捜査網THE追跡」「恋するアテンダー」「恋のお世話始めました」プロデューサー、テレビ朝日→ABEMA→テレビ朝日に出戻り、現在は郷力大也班で「トゲトゲTV」など担当）
- 増田哲英（「ニンチド調査ショー」演出・プロデューサー、現在は郷力大也班）
- 高橋佑輔（「マッドマックスTV論破王」「恋するアテンダー」「スーパー山添大作戦」プロデューサー、「オズモグランキング」演出・プロデューサー、現在は郷力大也班で「くりぃむクイズ ミラクル9」など担当）